# 比耶尔塞
比耶尔塞（法語：Bierset，法語發音：[bjɛʁzɛ]）是比利时列日省格拉斯-奥洛涅的片区，是列日機場及比耶尔塞空军基地所在地。比耶尔塞原为一独立市镇，1977年1月1日，比耶尔塞与格拉斯-奥洛涅和邻近的2个市镇外加市镇蒙斯莱列日的一部分合并，组成了今天的格拉斯-奥洛涅市镇，比耶尔塞成为了格拉斯-奥洛涅的一个片区。